# Paraclius pumilio
Paraclius pumilio är en tvåvingeart som beskrevs av Friedrich Hermann Loew 1872. Paraclius pumilio ingår i släktet Paraclius och familjen styltflugor. Inga underarter finns listade i Catalogue of Life.